# Politolana impressa
Politolana impressa är en kräftdjursart som först beskrevs av Harger 1883.  Politolana impressa ingår i släktet Politolana och familjen Cirolanidae. Inga underarter finns listade i Catalogue of Life.